# Les Grandes Chansons de Juliette Gréco
Albums de Juliette Gréco
Gréco chante Mac Orlan
(1964) Juliette Gréco à Bobino
(1965)
Les Grandes Chansons de Juliette Gréco est un album studio de Juliette Gréco sorti en 1964.

## Contexte
En automne 1963, Gréco enregistre « un 33 tours 30 cm de chansons classiques du répertoire [français] dans la collection Philips Les Grandes Chansons ». Selon les titres, l'orchestre rassemble entre 19 et 29 musiciens : « les arrangements de Rauber jouent à la fois précision formelle et romanesque ». On remarque l'amplitude des cordes (Douce France, La Mer), ou la présence de flûte ou de harpe (Parlez-moi d'amour, Je suis seule ce soir, Clopin-Clopant), de l'accordéon (Sur les quais du vieux Paris, Le Doux Caboulot), du piano (Ici l'on pêche), de percussions et cuivres (Clopin-Clopant, Moulin Rouge, Mon homme), de guitare et vibraphone (L'Âme des poètes),.    

## Titres
| 1.    | Parlez-moi d'amour           | Jean Lenoir                                                       | Jean Lenoir                 | 3:15 |
| 2.    | Douce France                 | Charles Trenet                                                    | Charles Trenet              | 3:51 |
| 3.    | Moulin Rouge                 | Jacques Larue                                                     | Georges Auric               | 2:40 |
| 4.    | Je suis seule ce soir        | Paul Durant, Rose Noël                                            | Jean Casanova               | 3:20 |
| 5.    | Sur les quais du vieux Paris | Louis Poterat                                                     | Ralph Erwin                 | 3:02 |
| 6.    | Ici l'on pêche               | Henri Tranchant                                                   | Jean Tranchant              | 3:08 |
| 7.    | Clopin-Clopant               | Pierre Dudan                                                      | Bruno Coquatrix             | 3:45 |
| 8.    | L'Âme des poètes             | Charles Trenet                                                    | Charles Trenet              | 3:10 |
| 9.    | Mon homme                    | Albert Willemetz Jacques-Charles                                  | Maurice Yvain               | 3:12 |
| 10.   | Le Doux Caboulot             | Francis Carco                                                     | Jacques Larmanjat           | 1:43 |
| 11.   | Le chaland qui passe         | Adaptation française par André de Badet de Parlami d'amore, Mariù | Cesare Bixio                | 3:07 |
| 12.   | La Mer                       | Charles Trenet                                                    | Charles Trenet Albert Lasry | 2:40 |
| 36:53 |                              |                                                                   |                             |      |

## Crédits
- Direction d’orchestre et arrangements : François Rauber
- Période d'enregistrement : les 28 octobre et 29 octobre 1963, et les 15 novembre, 25 novembre et 28 novembre 1963
- Studio Blanqui, Paris (XIIIe arr.)
- Album original : 33 tours / LP Mono/Stéréo (gravure universelle) Philips B 77.959 L sorti en février 1964
- Photographie pochette : X
- Réédition en CD  : volume 7 de l’intégrale Juliette Gréco L’Éternel Féminin (Mercury France réf. 980044, 2003)